# Athylia tholana
Athylia tholana là một loài bọ cánh cứng trong họ Cerambycidae.